# RN8 (Mali)
Die RN8 ist eine Fernstraße in Mali, die in Bougouni an der Ausfahrt der RN7 beginnt und in Badogo an der Grenze nach Guinea endet. Sie ist 112 Kilometer lang.